# Чиполлини, Марио
Марио Чиполлини (итал. Mario Cipollini; род. 22 марта 1967, Лукка) — итальянский шоссейный велогонщик, спринтер. Чемпион мира 2002 года в групповой гонке. Рекордсмен по количеству побед на этапах Джиро д'Италия (42) и уступает лишь Эдди Мерксу по этапным победам на Гранд-турах (57 против 64).

## Карьера
Уже в дебютный сезон профессиональной карьеры (1989 год) Чиполлини выиграл этап Джиро д'Италия, и за все свои выступления на итальянской супермногодневке лишь во время последнего участия (2004) остался без этапной победы. В 1992 году Марио впервые выиграл спринтерский зачёт гонки, покорившийся ему также в 1997 и 2002 годах. Тяжёлый итальянский спринтер лучше финишировал из разогнавшегося пелотона, а потому его команда «Saeco» стала в 1990-х одной из первых, выстраивавших спринтерский поезд. Чиполлини реже и неудачнее участвовал в Тур де Франс и Вуэльте Испании; лишь в одной испанской многодневке из пяти он сумел одержать победы. На Джиро Марио лишь на день облачился в розовую майку (1995 год), в то время как жёлтая майка Тура принадлежала ему 6 дней. В начале 2000-х Чиполлини подобрался к рекорду Альфредо Бинды по количеству этапных побед (41), при том что редко доезжал до финиша, сходя в горах. Чиполлини обладал большой популярностью у итальянских болельщиков и журналистов, благодаря не только победам, но и поведению вне гонок. Обладая мощным телосложением и похожей на гриву причёской, Марио получил прозвище «Король Лев». Он слыл бабником и модником, говорил, что стал бы порноактёром, если бы не попал в велоспорт. Страсть к модной одежде перенеслась на гонки, где Чиполлини стартовал в форме, раскрашенной под зебру, тигра, мышечное строение, персонажа «Трона». Эти костюмы усиливали критику организаторов супермногодневок, и так недовольных ранними сходами гонщика. В 2000—2003 годах Марио не приглашали на Тур де Франс. На Вуэльте 2000 он был дисквалифицирован, после того как на старте ударил другого гонщика.
2002 год стал пиком карьеры для Чиполлини. Он выиграл 6 этапов Джиро, Милан — Сан-Ремо, повторил рекорд побед на Гент — Вевельгем (3), а осенью стал чемпионом мира. Эти успехи принесли Марио Золотой велосипед, однако его карьера сразу пошла под гору. В 2003 году лучший велосипедист мира снова не получил приглашение на французскую супермногодневку, что вызвало громкий резонанс. До рекорда Бинды ему оставалось лишь 2 победы, но в том сезоне в элиту спринта ворвался Алессандро Петакки, выигравший сразу 15 этапов Гранд Туров, 6 из которых на Джиро. Всё же Чиполлини первенствовал на 8-м и 9-м этапах, после чего на 10-м получил тяжёлые травмы и объявил о завершении карьеры. Вскоре он передумал, и его команда Domina Vacanze была приглашена на Вуэльту под гарантию участия Марио. Посетовав на травму, он снялся после пролога, чем вызвал ещё один скандал. Сойдя после падения в конце первой недели Джиро 2004, Марио объявил о завершении карьеры. В начале следующего сезона он выиграл 2 гонки за Liquigas-Bianchi, после чего прекратил выступления, доведя счёт побед в карьере до 189. Чиполлини остался в мире велоспорта, сотрудничая с несколькими командами. В 2008 году он заявился за недолговечный проект Rock Racing, который покинул из-за разногласий с руководством. В марте 2012 года празднующий 45-летие итальянец снова объявил о возможном возвращении в пелотон.

## Победы
- Чемпионат мира (2002)
- Чемпионат Италии (1996)
- 42 этапа (1989—1992, 1995—2003) и  очковая классификация (1992,1997, 2002) Джиро д'Италия
- 12 этапов Тур де Франс (1993, 1995—1999)
- 3 этапа Вуэльты Испании (2002)
- Милан — Сан-Ремо (2002)
- Гент — Вевельгем (1992, 1993, 2002)
- 7 этапов Париж — Ницца (1992—1994)
- 4 этапа Тиррено — Адриатико (1999, 2002, 2003)
- 12 этапов (1995—1997, 1999—2001) и спринтерский зачёт (2000) Тура Романдии
- 11 этапов Вуэльты Каталонии (1995, 1996, 1998, 1999)
- E3 Приз Фландрии (1993)
- Схелдепрейс (1991, 1993)
- Мемориал Рика ван Стенбергена (1993)
- Общий зачёт и 1 этап Три дня де Панне (1992)
- 3 этапа и спринтерский зачёт Четырёх дней Дюнкерка (1992)
- 6 этапов (1996, 1997, 2001) и спринтерский зачёт (1996) Вуэльты Арагона
- 6 этапов Вуэльты Валенсии (1995—1997, 2000)
- 14 этапов Тура Средиземноморья (1993—1998, 2000, 2002, 2004)
- Трофео Луис Пуиг (1995, 1999)
- Регио-Тур (1987)
- Гран Премио делла Коста Этруски (1998, 2000)
- 3 этапа Джиро ди Пулья (1991, 1992)
- 1 этап Тура Джорджии (2004)
- 1 этап Тура Катара (2005)
- Джиро провинции Лукка (2005)